# Cyrtodactylus papuensis
Espèce
Synonymes
- Gymnodactylus papuensis Brongersma, 1934

Cyrtodactylus papuensis est une espèce de geckos de la famille des Gekkonidae.

## Répartition
Cette espèce est endémique de Nouvelle-Guinée.

## Étymologie
Son nom d'espèce, composé de papu et du suffixe latin -ensis, « qui vit dans, qui habite », lui a été donné en référence au lieu de sa découverte.

## Publication originale
- Brongersma, 1934 : Contributions to Indo-Australian herpetology. Zoologische Mededelingen, vol. 17, p. 161-251 (texte intégral).